# Церковь Санта-Лючия (Рим)
Церковь Санта-Лючия (итал. La Chiesa di Santa Lucia) — католическая церковь в Риме с приходом Римской епархии и с 1973 года носящая кардинальский титул «Санта-Лючия на Пьяцца д’Арми» (Santa Lucia a Piazza d’Armi).

## История
Церковь Санта-Лючия с прилегающим к ней приходским комплексом была построена в 1938 году по проекту римского архитектора Туллио Росси, автора различных церквей, построенных в столице примерно между 1930 и 1960 годами.
В последующие годы храм стал предметом различных перестроек: важными были мероприятия 1990-х годов, когда были построены новый пресбитерий (1994) и Капелла Поклонения правого нефа. Витражи в центральном нефе, спроектированные Центром Алетти, датируются началом 2010-х годов.
Приход, стоящий на территории церкви Санта-Лючия, вверенной епархиальному духовенству Рима, был основан 22 мая 1936 года по указу кардинала-викария Франческо Маркетти Сельваджиани Суккресенте-ин-дие.

## Архитектура
Главный фасад церкви с тремя геометризованными проёмами, из которых центральный представляет собой высокую удлинённую арку, наподобие модернизированной серлианы, образует своеобразную лоджию и в целом отражает эстетику итальянского модернизма. Фасады церкви полностью облицованы тёмно-коричневым терракотовым кирпичом и не имеют особых украшений. Позади здания находится колокольня. Она имеет прямоугольный план, а внутри камеры находятся три колокола, отлитые в 1938 году компанией «Lucenti».

## Интерьер

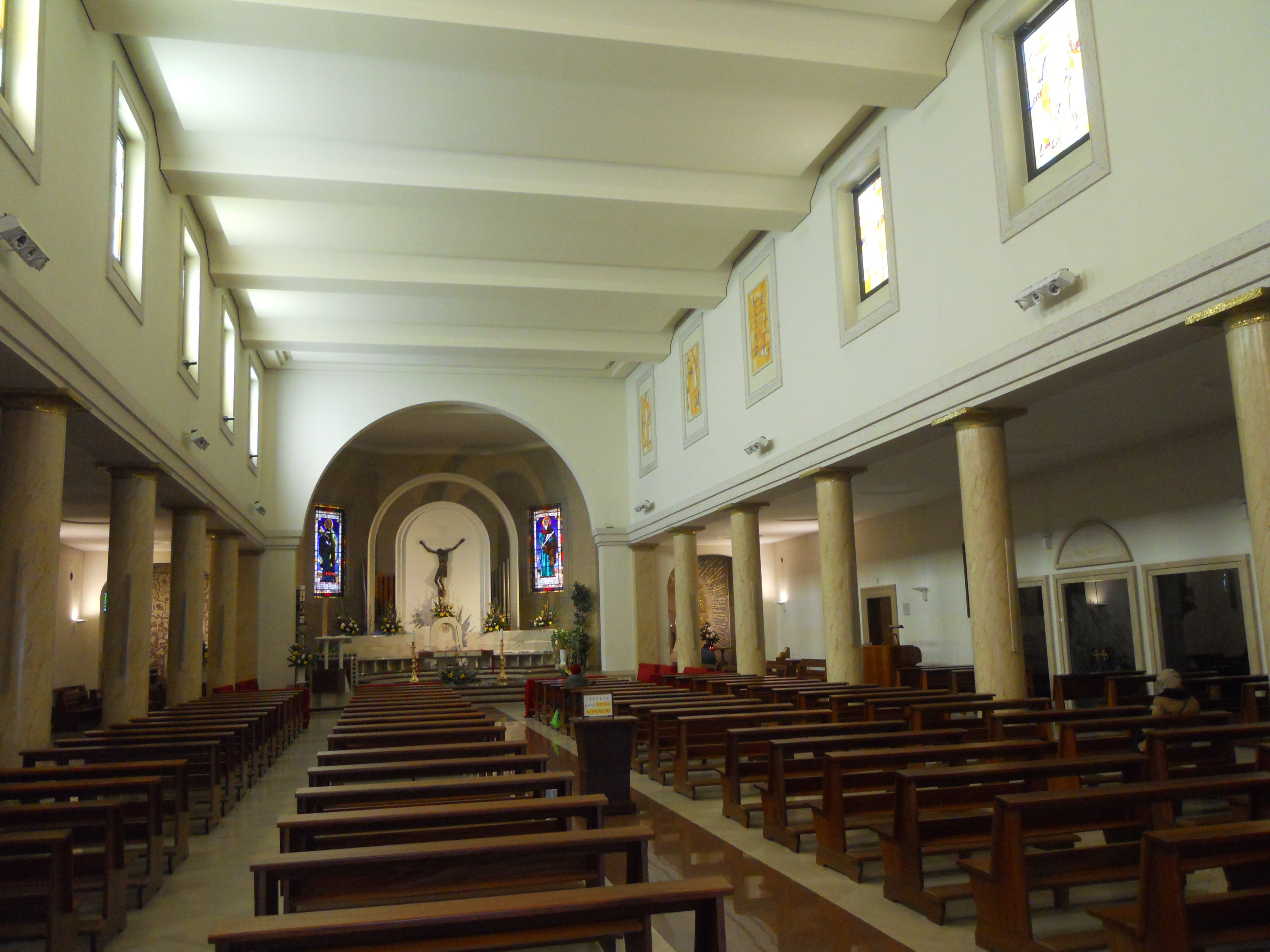
Интерьер церкви

Внутри церковь имеет три нефа, разделённых рядами цилиндрически колонн из искусственного мрамора с простыми капителями. Центральный неф освещён четырнадцатью окнами. В конце каждого из боковых нефов расположены капеллы прямоугольного плана без алтаря: в левой находится статуя Святой Лючии из белого мрамора работы Франческо Наньи, за которой имеется полихромная мозаика Алессандри; того же автора выполнено мозаичное украшение Капеллы Поклонения справа с овальной скинией, увенчанной четырьмя серебряными ангелами, работа Лелло Скорцелли.
Центральный неф завершается многоугольной апсидой, перекрытой плоским потолком. Перед ним находится пресбитерий, приподнятый на несколько ступенек по сравнению с остальной частью церкви, с современной мебелью из гранита и красного порфира. Впереди расположены купель и внушительный амвон (слева) и алтарь, стол которого имеет закругленные углы; в центре — бронзовое Распятие работы Франческо Наньи.